# Carl Attems
Carl Attems, fullständigt namn Carl August Theodor Michael von Attems-Petzenstein, född 13 oktober 1868 i Graz, död 19 april 1952 i Wien, var en österrikisk zoolog. Han publicerade 138 vetenskapliga rapporter, de flesta inom specialområdet mångfotingar. Attems beskrev omkring 1 800 nya arter och underarter från hela världen. Han följde sin familjs vilja genom att studera juridik och rättshistoria, men när studierna avslutades 1891 flyttade han till Bonn för att ägna sig åt sitt huvudintresse zoologi. Attems påbörjade sina zoologistudier i Tyskland för att sedan flytta till Wien. Han examinerades med avhandlingen Die Copulationsfüße der Polydesmiden.